# Miniat de Florence
Miniat de Florence (ou bien Minias, ou Minas), (en latin : Miniatus, en italien : Miniato, en arménien : Մինաս) est un martyr chrétien mort vers 250, vénéré comme premier saint de la ville de Florence en Italie. L'Église catholique le remémore le 25 octobre.
La basilique San Miniato al Monte où il est enterré lui est consacrée. Il y figure sur les mosaïques de la  façade et de l'abside où il côtoie le Tétramorphe et le Christ Pantocrator.

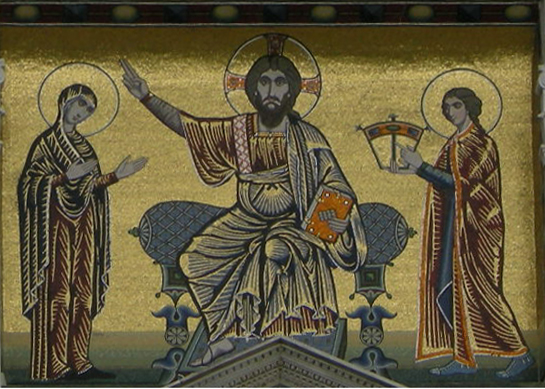
Mosaïque de la façade de la basilique San Miniato al Monte.
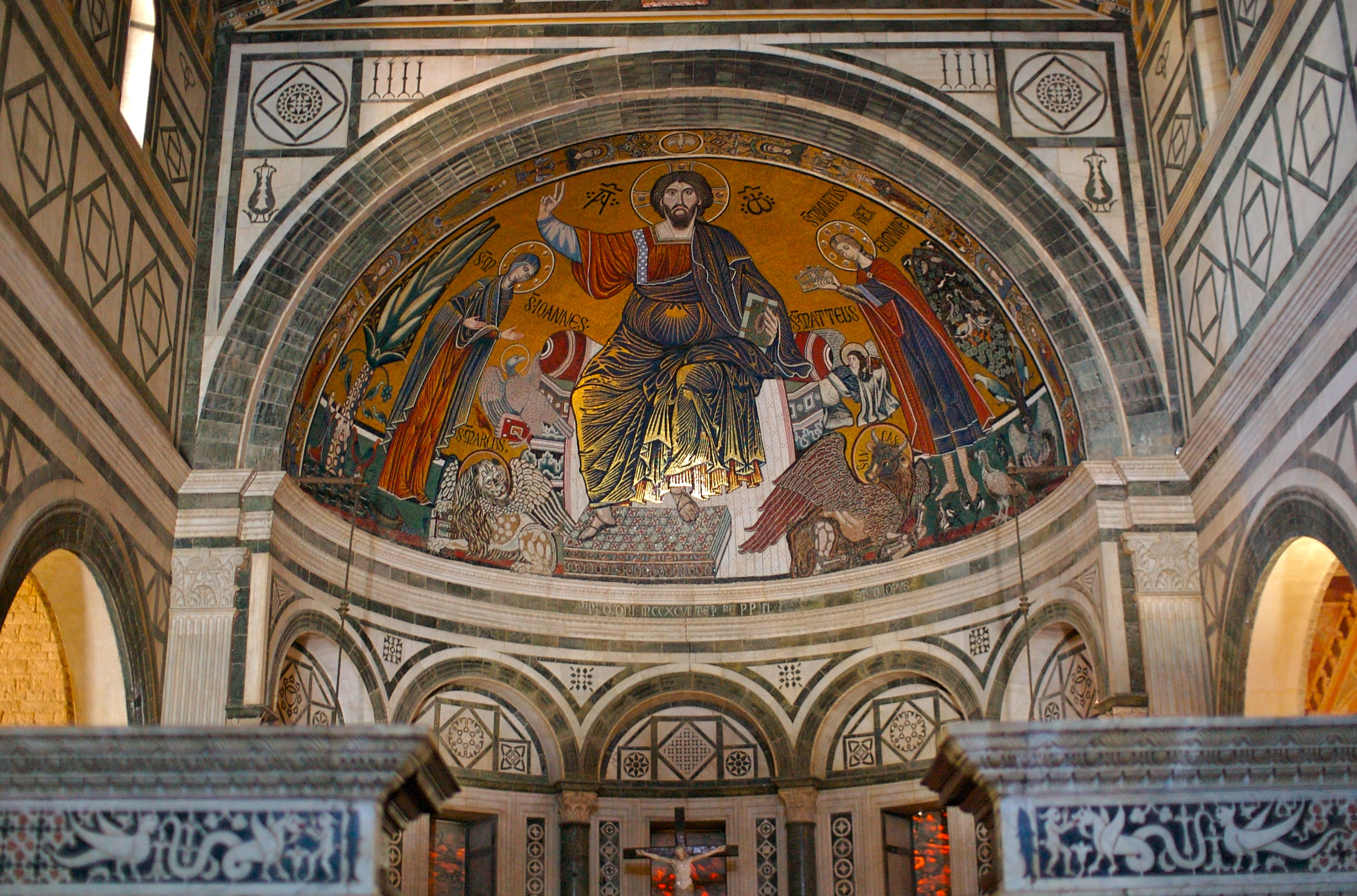
Mosaïque de Gaddo Gaddi de l'abside auprès du Christ Pantocrator.
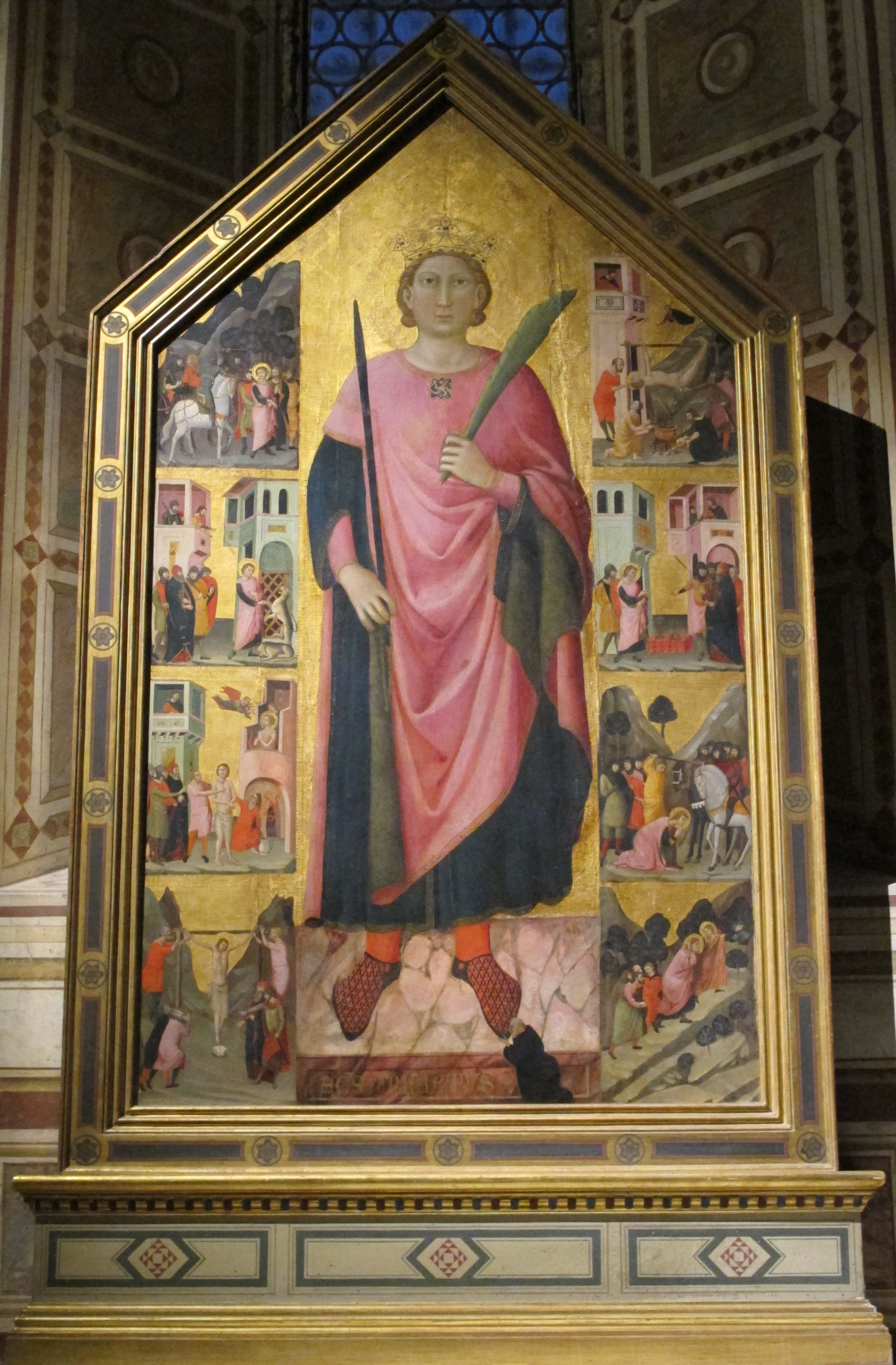
Retable de Jacopo del Casentino.

## Histoire
Selon une interprétation bénédictine, saint Minias était un soldat en poste à Florence qui répandit la foi chrétienne parmi ses compagnons, et qui pour cela fut martyrisé sous l'empereur Dèce. Minias « qui combattit vaillamment pour la foi en refusant d'adorer les idoles ».
La tradition florentine raconte que Minias était un marchand venu du Moyen-Orient, que l'imagination populaire transforma au fil du temps en roi ou prince d'Arménie. L'un ou l'autre, il devint chrétien et fit un pèlerinage de pénitence à Rome. Par la suite, il se serait installé à Florence, où il aurait été victime de la persécution romaine. On raconte qu'en raison de son statut ou de son héritage royal, on lui proposa de nombreuses incitations à apostasier, mais qu'il les rejeta toutes. Il fut alors exécuté près de l'actuelle piazza della Signoria.

### Céphalophore
Selon une tradition rapportée par le chroniqueur Giovanni Villani, Minias aurait ramassé sa tête coupée « et la remit sur son tronc, puis, sur ses pieds, il traversa l'Arno et monta sur la colline où se trouve maintenant son église ». À cette époque, le Mons Fiorentinus était encombré de temples païens, et d'un petit oratoire dédié à saint Pierre. 

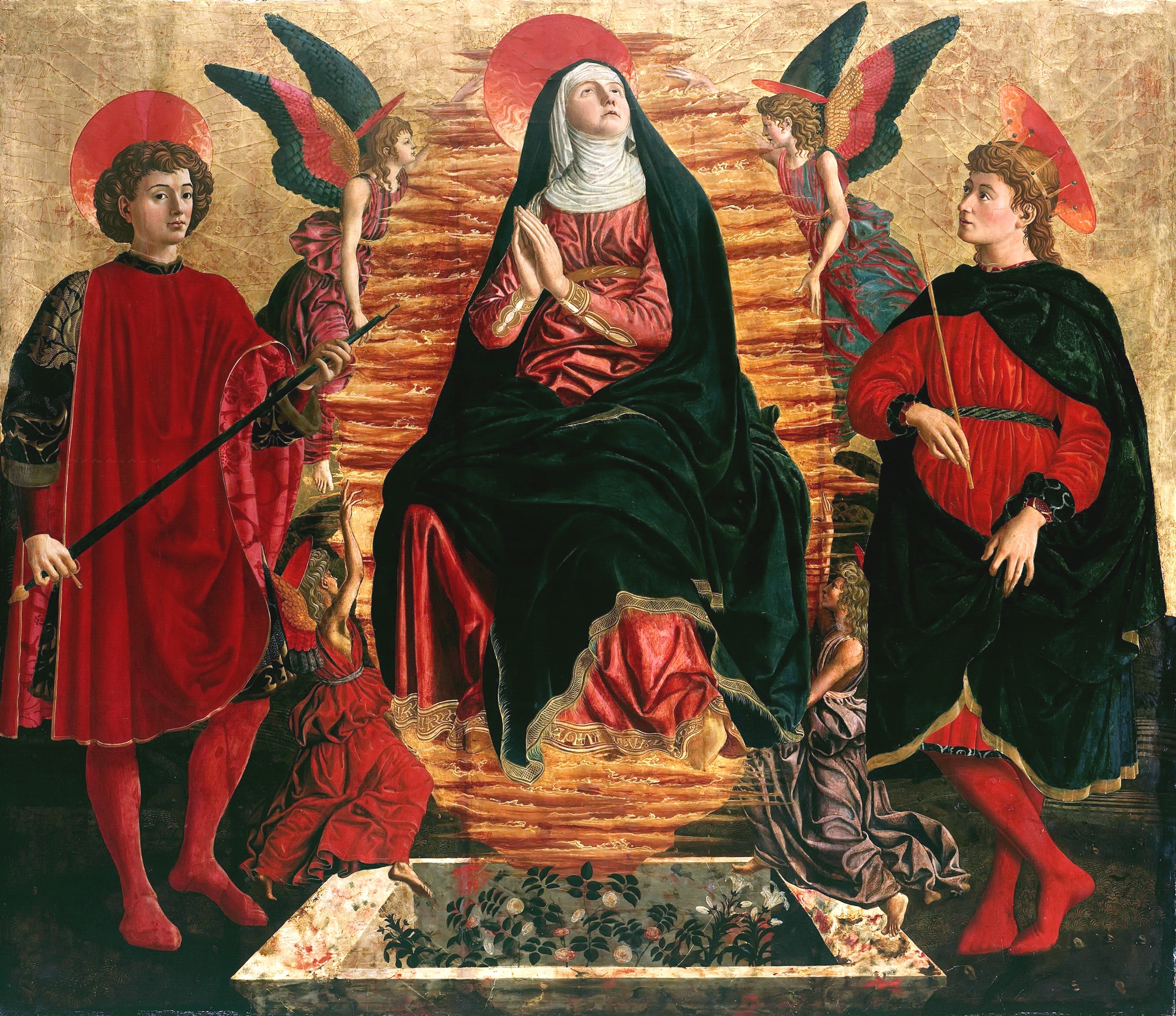
Le tableau d'Andrea del Castagno avec Miniat à droite, Gemäldegalerie (Berlin).

## Attributs et iconographie
Représenté le plus souvent en prince, il tient, selon les œuvres, une couronne, la palme du martyre, un lys, le Livre, une baguette (la uirga paléochrétienne, symbole de la puissance spirituelle) ou sa tête coupée. Il est aussi accompagné de la représentation de plusieurs miracles qui lui sont attribués :
- Retable de Jacopo del Casentino (1320),
- Conversation sacrée : La Vierge en Assomption avec saint Miniat et saint Julien par Andrea del Castagno (1449), Berlin,
- Miniature de la Nuova Cronica de Giovanni Villani.

## Lieux qui lui sont consacrés
- Basilique San Miniato al Monte à Florence.
- San Miniato, ville de Toscane en province de Pise.
- Chiesa di San Miniato à Signa